# Ramona Oviedo Prieto
Dra. Prof. Ramona Oviedo Prieto ( n. 1953) es una botánica, y agrónoma cubana.
Desde 1990, desarrolla actividades académicas en el Instituto de Ecología y Sistemática, Agencia de Medio Ambiente, CITMA, en La Habana Realiza estudios taxonómicos en Malváceas de Cuba; y estudios florísticos; es curadora de la colección de los Herbarios de la Academia de Ciencias de Cuba; y también como administradora y manejo de la base de datos del herbario (HAJB).

## Algunas publicaciones
- p.a. González Gutiérrez, s.i. Suárez Terán, lucía Hechavarría Schwesinger, ramona Oviedo Prieto. 2009. Plantas exóticas invasoras o potencialmente invasoras que crecen en ecosistemas naturales y seminaturales de la provincia Holguín, región nororiental de Cuba. Bot. Complut. 33: 89-103 artículo en línea (enlace roto disponible en Internet Archive; véase el historial, la primera versión y la última).

- ramona Oviedo Prieto, Alejandro Palmarola Bejerano, n. Gómez, l.r. González-Torres. 2008 [“2006”]. Primer reporte de Magnolia virginiana (Magnoliaceae) en Cuba. Revista Jard. Bot. Nac. Univ. Habana 27: 137-139

- ---------------------------. 2003. Novelties in Erythroxylum (Erythroxylaceae) of the Greater Antilles. Willdenowia 33: 187-195. ISSN 0511-9618 artículo en línea (enlace roto disponible en Internet Archive; véase el historial, la primera versión y la última).

- ---------------------------. 1994a. Plantae Wrightianae ex insula Cuba quae in herbario horti regii matritensis asservantur. Fontqueria 39: 165-213

- ---------------------------, attila l. Borhidi. 1994b. A new Erythroxylum species in Cuba. Acta Bot. Hung. 37: 91-93

- carlos Zavaro Pérez, ramona Oviedo Prieto. 1993. Etnobotánica y ecología de Cladium jamaicense Crantz (Cyperaceae) en la Ciénaga de Zapata, Cuba. Fontqueria 36: 253-256

- cándida r. Martínez Callis, m. Fernández Zequeira, ramona Oviedo Prieto. 1992a. Algunas notas sobre las plantas medicinales, aplicadas en Cuba. Acta zoologica Hungarica 37-38: 16-22
- e. Castillo Amaro, l. Sordo Olivera, o. Hechavarría Kindelán, r. Echeverría Cruz, ramona Oviedo Prieto, r. Pérez Almaouer. 1992b. Desarrollo de las plántulas y características del fruto y de la semilla en Ziziphus havanensis Kunth var. havanensis. Fontqueria 42: 361-365 resumen en línea

### Libros
- heriberto Rodríguez Guerra, m. Fernández Zequeira, pedro Herrera Oliver, ramona Oviedo Prieto. Flora de Cuba. Ed. Alsos Ecoproductos

## Honores
Miembro de
- Sociedad Cubana de Botánica
- “Cuba Plant Specialist Group”, Species Survival Commission, World Conservation Union

### Epónimos
- (Thelypteridaceae) Thelypteris oviedoae C.Sánchez & Zavaro[3][4]
- La abreviatura «Oviedo» se emplea para indicar a Ramona Oviedo Prieto como autoridad en la descripción y clasificación científica de los vegetales.[5]